# Hyposoter frigidus
Hyposoter frigidus là một loài tò vò trong họ Ichneumonidae.